# Ruth García
Ruth García (* 26. März 1987 in Camporrobles) ist eine spanische Fußballspielerin. Sie nahm mit der A-Nationalmannschaft an der Europameisterschaft 2013 teil.

## Sportlicher Werdegang
García begann bei CD Camporrobles mit dem Fußballspielen, ehe sie bei UD Levante ab 2004 ihre ersten Schritte im höherklassigen spanischen Fußball machte. Im selben Jahr gewann sie überraschend mit der Juniorennationalmannschaft bei der U19-Europameisterschaft durch einen 2:1-Erfolg über den Turnierfavoriten Deutschland an der Seite von Miriam Diéguez, Iraia Iturregi und Jade Boho Sayo den Titel. In der Folge debütierte sie im Februar 2005 in der A-Nationalmannschaft.
Auf Klubebene gewann García 2005 und 2007 mit Finalsiegen im Wettbewerb der Copa de la Reina ihre ersten Titel, 2008 gewann sie in der Superliga Femenina gemeinsam mit Laura del Río García, Maider Castillo Muga und Goretti Donaire den Meistertitel. Später avancierte sie zur Mannschaftskapitänin. Im Sommer 2013 verließ sie den Verein und folgte einem Angebot des amtierenden Doublegewinners FC Barcelona. Bei der wenige Tage später begonnenen Europameisterschaftsendrunde bestritt sie zwei Spiele in der Gruppenphase, beim Ausscheiden im Viertelfinale gegen den späteren Finalisten Norwegen wurde sie in der zweiten Halbzeit für Erika Vázquez ausgewechselt.